# 1 E7 m²
10 km2から100km2までの広さのリスト
- 10 km2 未満

- 10 km2 =
  - 1000 ha
  - 一辺が3.2 kmの正方形の面積
  - 半径1.8 kmの円の面積
  - 107 m2

太字は国
- 10 km2 -- トケラウ
- 11 km2 -- 池田湖
- 12 km2 -- 印旛沼、中禅寺湖、硫黄島、北大東島
- 13 km2 -- 阿寒湖、諏訪湖、口之島
- 15 km2 -- 黒島
- 18 km2 -- 神津島
- 19 km2 -- 摩周湖
- 20 km2 -- 与論島、母島
- 21 km2 -- ナウル（世界で3番目に面積の小さな国）、御蔵島、サン・バルテルミー島
- 23 km2 -- 硫黄島（小笠原諸島）、朱鞠内湖（日本最大の人造湖）、新島
- 24 km2 -- 父島（小笠原諸島最大の島）
- 25 km2 -- 寝屋川市
- 26 km2 -- ツバル（世界で4番目に面積の小さな国）、田沢湖
- 27 km2 -- 草加市、大和市
- 28 km2 -- 諏訪之瀬島
- 29 km2 -- マカオ、与那国島
- 30 km2 -- 厳島（宮島）
- 31 km2 -- 南大東島
- 34 km2 -- 中之島
- 35 km2 -- ノーフォーク島
- 36 km2 -- 豊中市、茅ヶ崎市、吹田市
- 38 km2 -- 口永良部島
- 40 km2 -- 那覇市（日本の都道府県庁所在地では最小）
- 42 km2 -- 八尾市
- 44 km2 -- 上甑島
- 47 km2 -- 能登島
- 49 km2 -- 明石市
- 51 km2 -- 尼崎市
- 53 km2 -- バミューダ諸島
- 54 km2 -- サン・マルタン
- 55 km2 -- 三宅島
- 56 km2 -- ネス湖
- 57 km2 -- 喜界島
- 58 km2 -- 世田谷区
- 59 km2 -- マンハッタン島
- 60 km2 -- 越谷市
- 61 km2 -- サンマリノ（世界で5番目に面積の小さな国）、十和田湖
- 62 km2 -- 東大阪市、川口市
- 約63 km2 -- 山手線の内側の面積
- 65 km2 -- 大三島、浜名湖、枚方市
- 66 km2 -- 春日部市、下甑島
- 68 km2 -- 平塚市
- 69 km2 -- 八丈島
- 71 km2 -- 洞爺湖
- 73 km2 -- 岸和田市
- 76 km2 -- 茨木市
- 77 km2 -- 桜島、加計呂麻島
- 78 km2 -- 支笏湖、ガーンジー
- 79 km2 -- 屈斜路湖、宍道湖
- 80 km2 -- 香港島
- 87 km2 -- セント・マーチン島
- 86 km2 -- 中海、船橋市
- 91 km2 -- 伊豆大島（伊豆諸島最大の島）、アンギラ、長島
- 93 km2 -- 春日井市
- 94 km2 -- 厚木市、沖永良部島
- 99.96 km2 -- 西宮市

- 100 km2 以上